# Salterio di Parigi

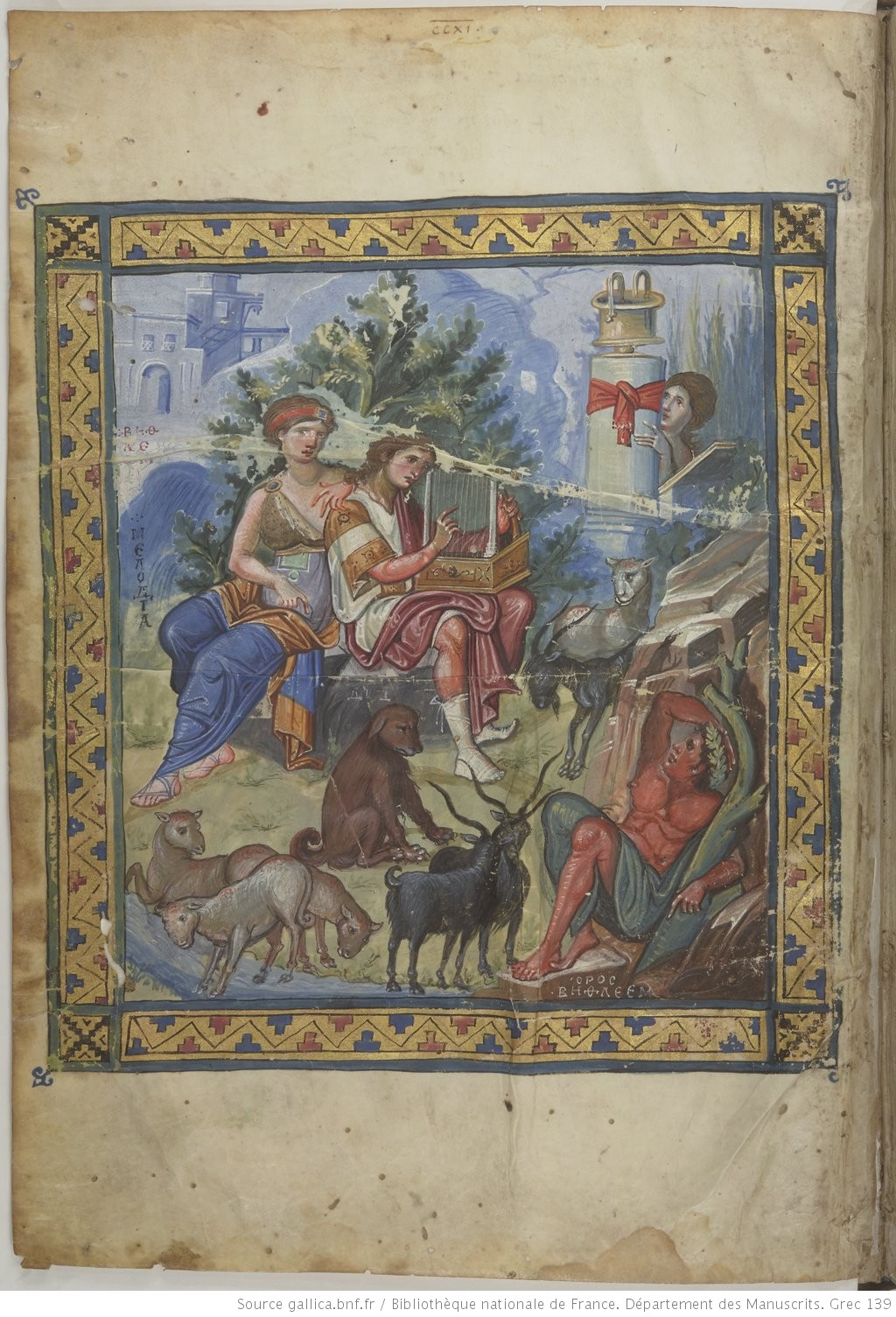
(f.1) Davide che suona

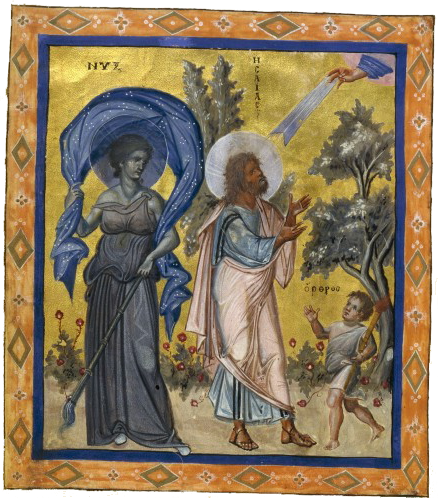
(f.3) Il profeta Isaia attorniato dalla notte e dall'Aurora.

Il Salterio di Parigi è un codice miniato, di origine bizantina, composto di 449 pagine e 14 miniature, conservato presso la Biblioteca nazionale di Francia a Parigi con il codice « MS Grec 139 ».
Per il suo «stile quasi classico» e la sua qualità, insieme alle Omelie di Gregorio Nazianzeno è considerato un'opera chiave della rinascenza macedone nell'arte bizantina.
Il soggetto è una copia di un'opera antica, ciononostante secondo Adolfo Venturi è la testimonianza di un «vero fiorire dell'arte classica [...] nella seconda età d'oro bizantina».

## Descrizione
Per il suo "stile quasi classico", come dice l'Encyclopædia Britannica, e la sua qualità, è considerato, con le "Omelie" di Gregorio Nazianzeno, un'opera chiave della rinascita macedone nell'arte bizantina. La sua esecuzione è molto prossima all'arte ellenistica e  non allineata linea ai consueti modelli dell'arte medievale e dell'arte bizantina in particolare, tanto che la maggior parte degli esperti del XIX secolo datano il salterio al tempo di Giustiniano. I bizantinisti Hugo Buchthal e Kurt Weitzmann, tuttavia, hanno definitivamente dimostrato che il manoscritto è stato realizzato nel X secolo.
La più famosa delle miniature (foglio 1) raffigura il re Davide che suona la cetra accanto a un'allegoria della Melodia. Intorno a questo gruppo centrale ci sono Eco, vari animali incantati dalla musica e una figura maschile che simboleggia la città di Betlemme. La composizione fu probabilmente ispirata da un dipinto murale greco-romano di Orfeo che incanta il mondo con la sua musica. Il Salterio fa quindi un largo uso di allegorie. Oltre alla Melodia sul primo foglio, c'è la Forza con Davide che combatte il leone (foglio 2), la Dolcezza con l'unzione di Davide (foglio 3), la Notte e l'Alba con Isaia (foglio 435), la Notte, il Deserto, l'Abisso e il Mar Rosso con l'attraversamento del Mar Rosso da parte del popolo ebreo guidato da Mosè (foglio 419).
L'influenza dell'arte ellenistica è evidente anche nella scelta delle figure (ninfe e allegorie) e nella loro esecuzione. Per esempio, sul foglio 435, Nyx è raffigurata con un drappeggio sulla testa e una torcia rovesciata; questa rappresentazione segue le convenzioni ellenistiche.